# Neodontobutis tonkinensis
Neodontobutis tonkinensis är en fiskart som först beskrevs av Mai, 1978.  Neodontobutis tonkinensis ingår i släktet Neodontobutis och familjen Odontobutidae. IUCN kategoriserar arten globalt som otillräckligt studerad. Inga underarter finns listade i Catalogue of Life.